# Золочевка (Львовская область)
Золочевка (укр. Золочівка) — село в Золочевской городской общине Золочевского района Львовской области Украины.
Население по переписи 2001 года составляло 559 человек. Занимает площадь 0,82 км². Почтовый индекс — 80743. Телефонный код — 3265.

## История
В 1946 г. Указом ПВС УССР село Бенов переименовано в Золочев.